# Macht oder Ohnmacht der Subjektivität?
Macht oder Ohnmacht der Subjektivität? war eine Untersuchung, die der Philosoph und Ethiker Hans Jonas im Zusammenhang mit seiner Arbeit an Das Prinzip Verantwortung - Versuch einer Ethik für die technologische Zivilisation vornahm. Die Notwendigkeit dieser Untersuchung ergab sich für ihn daraus, dass jede Form von Ethik als eine Anleitung zum richtigen Handeln eben die Fähigkeit zu handeln - d. h. die Möglichkeit subjektiver Willensbildung und willensbasierter Einflussnahme auf die physische Welt - voraussetzt. Gegenstand der Untersuchung ist also die alte Streitfrage, ob und, wenn ja, auf welche Art und Weise Geist und Materie miteinander interagieren können (Leib-Seele-Problem).
Eine Leugnung der Möglichkeit subjektiv motivierter Handlungen im Bereich der materiellen Welt, wie sie aus Richtung der Naturwissenschaften unter Berufung auf die absolute Geltung der Naturgesetze regelmäßig vorgebracht wird, würde laut Jonas jedwede Ethik schon im Vorfeld ihrer Formulierung unausweichlich ad absurdum führen. Folgerichtig ist es diese Leugnung, die Jonas zunächst auf ihre Begründetheit hin kritisch überprüft, um dann in einem zweiten Schritt zu hinterfragen, inwiefern sie überhaupt erforderlich ist, um die deterministischen Postulate der Naturwissenschaften in ihrer Geltung zu erhalten.
(Angaben von Seiten und Endnoten sind, so nicht anders gesagt wird, solche aus der Suhrkamp Taschenbuchausgabe von Macht oder Ohnmacht der Subjektivität aus dem Jahr 1987.)

## Das Buch

### Ausgangspunkt
Als Einstieg in seine Arbeit wählt Jonas einen Brief Emil Heinrich du Bois-Reymonds an Eduard Hallmann von 1842, in dem sich folgendes Bekenntnis findet:
„Brücke und ich, wir haben uns verschworen, die Wahrheit geltend zu machen, daß im Organismus keine anderen Kräfte wirksam sind, als die gemeinen physikalisch-chemischen; daß, wo diese bislang nicht zur Erklärung ausreichen, mittels der physikalisch-mathematischen Methode entweder nach ihrer Art und Weise der Wirksamkeit im konkreten Fall gesucht werden muß, oder daß neue Kräfte angenommen werden müssen, welche, von gleicher Dignität mit den physikalisch-chemischen, der Materie inhärent, stets auf nur abstoßende oder anziehende Componenten zurückzuführen sind.“
In der Folge kritisiert Jonas die Widersprüchlichkeit dieser „Verschwörung“, die sich verpflichtet, die Erkenntnis durchsetzen zu wollen, dass es so etwas wie „Erkenntnis“ oder „Verpflichtung“ nicht geben kann. Ein Argument, das später in schärferer, weil allgemeinerer Form wiederkehrt (siehe unten: Kritik aus den Konsequenzen - Reductio ad absurdum).
Als letztendlich unausweichlichen Schlusspunkt einer jeden, sich ausschließlich innerhalb der naturwissenschaftlichen Erkenntnisnormen bewegenden, Auseinandersetzung mit dem Leib-Seele-Problem sieht Jonas ein weiteres, späteres Zitat du Bois-Reymonds, nämlich dessen berühmtes „ignoramus et ignorabimus“ von 1872, und damit das Eingeständnis der „Nichtwissbarkeit“ bestimmter Fragen wie u. a. derjenigen nach der Verbindung von Leib und Seele (S. 15 und En. 5).
Laut Jonas reicht dieser „Agnostizismus“ allein jedoch noch nicht aus, um den naturgemäß jede Möglichkeit einer Wirkmächtigkeit des Subjektiven in der materiellen Welt ausschließenden Aussagen der Naturwissenschaften etwas entgegenzustellen und damit die Grundlage für so etwas wie „Philosophie“ und „Ethik“ zu bewahren.
Als Ziel seiner Untersuchung formuliert er daher die Klärung von verzerrenden und hindernden Begriffsirrungen im psycho-physischen Problembereich, um dann im Zuge dessen den Versuch zu unternehmen, das Verhältnis von handlungsfähiger Subjektivität und Geltung der Naturgesetze kompatibel zu denken (S. 17). Da Jonas dabei einen – wie auch immer gearteten – Austausch zwischen geistiger und materieller Welt annimmt, und diesen letztendlich für im Wesen von Geist und Materie begründet ansieht, könnte man seine Arbeit (in Abgrenzung vom strengen Dualismus eines Descartes oder der ihm nachfolgenden, noch strengeren Okkasionalisten) als „vermittelnd“ dualistischen Denkansatz (Interaktionistischer Dualismus) bezeichnen.
Die Betrachtung erfolgt primär unter Gesichtspunkten der Logik und erst in zweiter Hinsicht unter solchen der naturwissenschaftlichen Forschung (vgl. S. 46).

### Argumente des naturwissenschaftlichen Determinismus
Als wesentliche Argumente, die von naturwissenschaftlicher Seite grundsätzlich gegenüber einer möglichen Subjektabhängigkeit des Physischen vorgebracht werden, und auf die in letzter Konsequenz jede von speziellen Forschungsergebnissen ausgehende Kritik (vgl. etwa die aktuelle Kritik aus Richtung der Neurophysiologie) zurückgeführt werden kann, identifiziert Jonas das Unvereinbarkeitsargument und das Argument vom Subjektiven als Epiphänomen der materiellen Welt, wobei letzteres im Wesentlichen eine Folgerung aus ersterem darstellt (S. 35).

#### Das Unvereinbarkeitsargument
Das Unvereinbarkeitsargument (vgl. auch Inkompatibilismus) geht aus von der Natur des Physischen, welche axiomatisch als zur Gänze der Geltung der Naturgesetze und insbesondere der (wesentlich von Hermann von Helmholtz entwickelten) Erhaltungssätze unterworfen gedacht wird. Subjektiv motivierte Handlungen könne es nicht geben, da ein solcher Vorgang neue Wirkgrößen in das geschlossene physische System einführen würde, die vorher nicht in der bestehenden Summe auftauchten. Die Folge wäre ein steter Zufluss anti-entropischer Energie – ein Effekt, der, da er ständig milliardenfach aufträte, nicht unbemerkt bleiben könne. Allerdings wird dabei übersehen, dass auf der anderen Seite die Einwirkung des Physischen auf den Geist – man denke an die Wahrnehmung – ihrerseits denknotwendig einen Abfluss bedeutet und somit eine Art Ausgleich bewirkt (vgl. unten, S. 25, En. 7).
Stattdessen wird das psychische Element im Handeln zur puren „Begleitmusik“ des physischen Ablaufs erklärt, welche ihrerseits keinerlei Zweck hat, da das Physische ja ohnehin gänzlich aus sich selbst heraus existiert und voranschreitet – die Psyche als ein zweckloser Trug des Zweckes (S. 26).

#### Kritik des Unvereinbarkeitsarguments
Zunächst wird festgestellt, dass die Naturgesetze mit ihrer absoluten Geltung ihrerseits eine idealisierte Fiktion darstellen, die nicht verifizierbar, aber falsifizierbar ist. Sie ist also jederzeit einer Überprüfung durch das Denken zugänglich.
Danach erklärt der Autor, dass das Unvereinbarkeitsargument zunächst einmal lediglich die Unvereinbarkeit feststelle, ohne diese bereits einseitig zugunsten der „Norm“ (= Naturgesetze) oder des mit ihr unvereinbaren „Begriffs“ (= Subjektivität mit Wirkungsmacht) zu lösen.
Wollte man demnach allein aufgrund der Unvereinbarkeit entscheiden, welche der beiden Seiten der anderen anzupassen ist, so müsste man zusätzlich fragen:
1) Welches ist evidenter: Die Norm oder der Begriff?
und
2) Welche Folgen drohen den beiden, wenn ihr jeweiliger Widerpart Gültigkeit besäße?
Für die Naturgesetze spricht bei Frage 1) vor allem die Tatsache, dass sie sich innerhalb ihres Systems tagtäglich aufs Neue bestätigen. Für die Subjektivität spricht dagegen die unmittelbare Evidenz menschlichen Erlebens, die im Grunde noch unleugbarer ist als die Wahrnehmung der physischen Welt mit ihren Phänomenen und Gesetzmäßigkeiten.
Hinsichtlich der zweiten Frage wird konstatiert, dass die deterministische Strenge der Naturgesetze ein Ideal darstellt und die Natur so rein wie die Mathematik macht (S. 29). Ein Unterfangen, das den jetzigen Stand des Wissens zum ewigen Gesetz erhöbe und keinerlei Anomalien zuließe. Doch während nun also die absolute Geltung der Naturgesetze, wie wir sie kennen, das Psychische seinem Sinn nach komplett zerstören würde, müsste die Annahme psychischer Zwecke im physischen Ablauf noch lange nicht die vollständige Aufhebung der Naturgesetzlichkeit in der materiellen Welt bedeuten, sondern lediglich deren Modifikation.

#### Das Epiphänomen-Argument
Ausgehend vom Unvereinbarkeitsargument und dem Postulat der absoluten Uneingeschränktheit physischer Determination dreht die These von der Subjektivität als bloßem Epiphänomen des Physischen die Argumentationsrichtung herum, indem sie, ausgehend von der Natur des Psychischen, diesem jegliche kausale Kraft abspricht (S. 35).

##### Vorrang der Materie vor dem Geist
Begründet wird dies mit dem Vorrang der Materie vor dem Geist, welch letzterer stets nur ein Anhängsel des ersteren sein kann – es gibt Materie ohne Geist, aber nicht Geist ohne Materie (S. 35).
Darüber hinaus bestimmt die Materie auch das Arbeiten des Geistes – ist also bedingend in einem umfassenden Sinne. Da also das Subjektive in jeder Hinsicht nur Ausdruck des jeweiligen physischen Zustandes ist, kann es (abgesehen von seiner Einflusslosigkeit im materiellen Bereich) auch für sich keine Eigenursächlichkeit gewinnen, sich nicht selbst beeinflussen und voranarbeiten. Der Eindruck etwa, Fortschritte im Denken zu machen, hätte demnach also nur den Unterhaltungswert einer Illusion (S. 36/37).
Insbesondere diese Machtlosigkeit des Geistes im Geiste ist es, die in letzter Zeit von Seiten der Neurophysiologie verstärkt behauptet und experimentell untermauert wurde (vgl. unten).

##### Ockhams Gebot der Sparsamkeit
Die Tatsache, dass auch nach dieser Ansicht eine offene Frage bleibt – nämlich die, wie sich dieser Schein der Subjektivität aus dem Physischen Sein bilden konnte – wird von den Epiphänomenalisten damit gerechtfertigt, dass dies immerhin eine ungelöste Frage weniger sei, als bei der Gegenansicht, welche eine weitere, von du Bois-Reymonds „ignoramus et ignorabimus“ erfasste, Frage hinzufügt, indem sie behauptet, dass der Geist auch umgekehrt in der Lage sei, auf die materielle Ebene zurückzuwirken. Ockhams Rasiermesser fordere für so einen Fall die Bevorzugung der sparsameren, d. h. mit weniger offenen Fragen belasteten Theorie (S. 38/39).

##### Descartes und die Simulierbarkeit menschlichen Lebens
Descartes' Argument, dass sich die Freiheit des menschlichen Geistes (im Gegensatz zum animalischen) aus seiner fehlenden Simulierbarkeit ableite, findet in Zeiten, da sich die technischen Fähigkeiten des Menschen zur Simulation immer komplexerer Systeme und kognitiver Modelle rasant weiterentwickeln, seine Widerlegung. Bereits die – derzeit noch rudimentäre – Simulation intelligenten Zweckverhaltens birgt in sich den Beweis (argumentum a minore ad maius), dass eine „mechanische“ Simulation des menschlichen Geistes möglich wäre – wenn es unsere Geschicklichkeit nur zuließe.
Das somit Simulierte könnte dann allerdings keinen Regeln unterworfen sein, die nicht auch für seine Simulation (d. h. sein faktisches Duplikat) gelten – so verlangt es jedenfalls das ockhamsche Sparsamkeitsgebot.

#### Kritik des Epiphänomen-Arguments
Als stärkste Indizien für das Epiphänomen-Argument macht Jonas die Sterblichkeit (der Geist verflüchtigt sich, während der Körper in seinen Elementen erhalten bleibt) und die Evolution (anfänglich reines Stoffgeschehen, das später den Geist hervorbringt) aus.
Dagegen führt er insbesondere folgende Argumente ins Feld (S. 44–46):
- Allein die - unleugbare - empirische Priorität der Materie lässt nicht den Schluss zu, dass irgendetwas, das aus ihr hervorgeht bloßer Schein, d. h. ein Nullum wäre.
- Es erscheint widersprüchlich, wie aus der - in Kausalzusammenhängen existierenden - Materie so etwas wie Subjektivität, also etwas, das nur Wirkung und kein neuer Anfang ist, hervorgehen kann.
- Wenn tatsächlich nur Materie wirklich existiert, so muss die Subjektivität auch rein materiell erklärt werden können; folglich wäre die mechanische Simulation menschlichen Lebens auch erst dann ein wirkliches Duplikat, wenn sie ihrerseits Subjektivität hervorbrächte.

##### Immanente Kritik
Folgende Widersprüchlichkeiten werden innerhalb der Theorie des materialistischen Monismus kritisiert:
a) Die Subjektivität ist innerhalb der Logik dieser Theorie notwendigerweise eine creatio ex nihilo, d. h. eine Schöpfung aus dem Nichts - laut Jonas (S. 47/48) das erste ontologische Rätsel, mit dem die Theorie des Epiphänomenalismus der Physik zuliebe, in der sonst nie etwas aus nichts entstehen soll, sich abfindet.
b) Das vom Physischen ex nihilo Geschaffene muss notwendigerweise auch für den von ihm lediglich begleiteten physischen Ablauf der Dinge ohne Folge bleiben - laut Jonas (S. 48/49) das zweite ontologische Rätsel, mit dem die Epiphänomen-Theorie des Bewusstseins der Physik zuliebe, in der sonst nichts ohne Folgen bleiben soll, sich abfindet.
c) Die Annahme „äußerer“ Ohnmacht (d. h. Machtlosigkeit im „fremden“, physischen Bereich) impliziert gleichzeitig Ohnmacht im Inneren (d. h. Ohnmacht des Geistes auch im „eigenen“, subjektiven Bereich). Andernfalls könnte sich der Geist unabhängig vom Physischen entwickeln und so für Widersprüche zwischen subjektiver und objektiver Welt sorgen, also die „Tarnung“ bzw. den „Schein der Macht“ auffliegen lassen („ich will das eine und mein Arm tut das andere“ (S. 50)). Somit gleicht das Geistesleben der Projektion eines Filmes auf einer Leinwand, indem es nämlich wie der Film nur den Anschein eines Ablaufs vortäuscht, während dieser sich tatsächlich aus einer Reihe von Einzelbildern aufbaut, welche, jedes für sich und ohne Bezug aufeinander, sich aus der Projektionsquelle, das heißt dem Physischen, speisen. Das Voranschreiten des Denkens wird zur leeren Illusion, hervorgerufen durch die Abfolge physischer Zustände auf der Ebene des Seins - laut Jonas (S. 53) ist das Dasein eines solchen „Wahnes an sich“ [...] das absolute metaphysische Rätsel, das die Epiphänomen-These der Physik zuliebe in Kauf nimmt.
Indem sie die kostenlose Entstehung des Subjektiven aus dem Nichts und die absolute Folgenlosigkeit des so Geschaffenen behauptet, setzt sich die These vom Epiphänomen demnach selbst in Widerspruch zu den Kausalitäts- und Erhaltungsregeln, die sie zu schützen beabsichtigt.
Abgesehen davon sind kausaler Nullaufwand des Werdens und kausaler Nullwert des Gewordenen als absolute Ausnahmeerscheinungen ihrerseits im Sinne von Ockhams Sparsamkeitsgebot beweisbedürftig (S. 58/59).
d) Schließlich stellt sich die Frage, wem dieser Schein des Seins eigentlich erscheint, wenn doch auch die „Leinwand“ aus dem Kino-Beispiel bloßer Schein ist. Jonas spricht in diesem Zusammenhang vom logischen Rätsel einer Täuschung, die auch den Getäuschten noch vortäuscht bzw. eines Traums, der erst seinen Träumer erzeugt und doch von ihm geträumt wird, und führt dagegen Descartes' cogito ergo sum an, welches besagt, dass, selbst wenn alles nur Schein ist, der dem es erscheint nicht selbst nur bloße Erscheinung sein kann, da die Alternative ein unendlicher Regreß wäre (S. 56, En. 13). Auch wenn dieses Problem eventuell eher semantischer Natur und der unzureichenden menschlichen Logik geschuldet sein sollte, ergibt sich daraus doch insofern ein starkes Indiz gegen den rein naturwissenschaftlichen Ansatz, als die Denkfigur des Epiphänomens dem Denken unlösbare Fragen aufgibt. Etwas Schwerbegreifliches (= die Wirkmächtigkeit des Subjektiven in einem naturgesetzlich determinierten Kosmos) wird durch etwas Unbegreifliches (= der Schein der sich selbst erscheinenden Erscheinung) ersetzt (S. 57).

##### Kritik aus den Konsequenzen -Reductio ad absurdum
Nach außen kollidiert die Epiphänomen-Theorie mit den, sich aus ihrer eigenen Anwendung ergebenden, logischen Konsequenzen (Reductio ad absurdum). Wobei es nicht so sehr die Absurdität eines betrügerischen Seins (S. 60 ff.) ist, die ihrer Geltung entscheidend im Weg steht – nichts hindert schließlich das Universum daran absurd zu sein –, sondern die Tatsache, dass sie sich, indem sie das Denken zum Epiphänomen degradiert, als theorievernichtende Theorie selbst das Todesurteil spricht (S. 62/63).

### Positive Kritik - Versuch einer Lösung des psychophysischen Problems
Im zweiten Teil seiner Untersuchung, unternimmt Jonas den Versuch, mittels Modellbildung nachzuweisen, dass die Geltung der Naturgesetze und eine wirkmächtige Subjektivität durchaus zusammengedacht werden können – es also des Selbstmords der Vernunft, wie ihn der Epiphänomenalismus bedeute, gar nicht bedurft hätte (S. 67). Es geht also nicht darum die Lösung des psycho-physischen Problems zu finden, sondern ein spekulatives Modell zu konzipieren, wie es theoretisch sein könnte.

#### Das Auslöserprinzip
Um zu verdeutlichen, dass die durch die Zulassung psychischer Ursachen im physikalischen Bereich zu gewärtigende Beeinträchtigung theoretisch derart minimal ausfallen kann, dass dem naturgesetzlichen Determinismus genug Raum bleibt, um fortzubestehen, beschreibt Jonas zwei Gedankenexperimente zum Auslöserprinzip, in denen infinitesimale Einwirkungen makroskopische Folgen zeitigen können.

Erstes Gedankenexperiment

##### Erstes Gedankenexperiment: der Kegel
Ein perfekter geometrischer Kegel befindet sich, auf seiner Spitze stehend, im absoluten labilen Gleichgewicht. Die allerkleinste Einwirkung von außen wird ihn zum Umstürzen bringen.
Doch so lange er noch steht, ist die Frage offen (= indeterminiert), welcher der potentiell absolut gleichwertigen, in unendlicher Anzahl vorliegenden Auslöser x, x′, x″ usf. tatsächlich zur Entfaltung kommt und – im Rahmen der naturgesetzlichen Determinismen – den ursprünglichen Zustand des Kegels von a0 zu a1, a1′, a1″ usf. verändert. Das Geschehen zwischen t0 und t1 an sich unterliegt also – nachdem sich ein Auslöser realisiert hat – wiederum gänzlich den naturgesetzlichen Determinismen.

##### Zweites Gedankenexperiment: efferente Nervenbahnen

Zweites Gedankenexperiment

Gegeben ist das Kontrollzentrum einer efferenten Nervenbahn mit den Auslösepunkten A, B, C... Je nachdem, welcher Auslösepunkt aktiviert wird, sendet das Kontrollzentrum den Befehl a, b, c... an die Motilität, welche dann entsprechend die Aktion α, β, γ... ausführt.
Wie beim Kegel wird es hernach nicht möglich sein, festzustellen, warum genau dieser Auslösepunkt aktiviert wurde, obwohl der Ablauf an sich komplett innerhalb der naturgesetzlichen Determinismen erfolgte.

#### Modellbildung
Jonas schlägt nun vor, als Auslöser das Subjektive anzunehmen. Da aber dem Auslöser gemäß der Quantenphysik eine naturgesetzliche Mindestgröße vorgegeben ist, bliebe das Problem der Zuführung anti-entropischer Energie in das System (S. 76). Dem wird allerdings dadurch begegnet, dass zur gleichen Zeit ein steter Abfluss vom Materiellen in Richtung des Psychischen stattfindet, da die physische Welt auf sinnlicher Ebene auf den Geist wirkt. Jonas nennt dies den passiv-aktiven Doppelcharakter des Psychischen. Auch wenn aufgrund ihrer verschwindend geringen Größe keine der beiden Energietransaktionen nachweisbar ist, bleibt es im Bereich des theoretisch Möglichen, dass auf diesem Wege ein funktionierendes Gleichgewicht zwischen zu- und abfließender Energie besteht.
Jonas' bewusst simplifiziertes, am Konzept der Osmose orientiertes Modell sieht also in etwa folgendermaßen aus: 

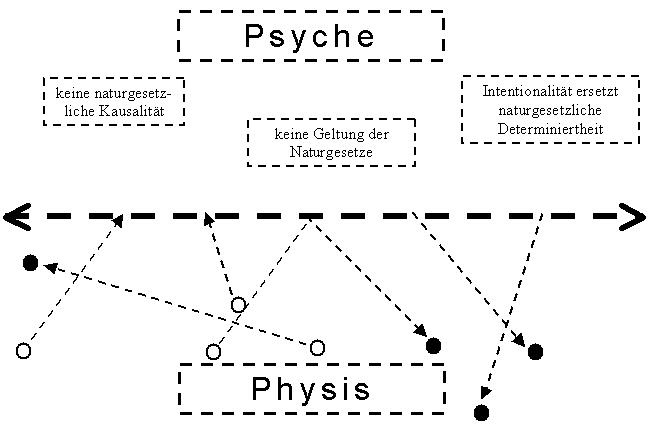
Modell

Eine poröse Wand trennt die Geisteswelt von der materiellen Welt. Die offenen Punkte kennzeichnen die Lage potentieller Auslöser im Zeitpunkt t0, während die ausgefüllten Punkte die vorhandenen Auslöser im Zeitpunkt t1 markieren. Jeweils sind 4 potentielle Auslöser im physischen System, aber trotzdem hat ein Austausch zwischen Psyche und Physis stattgefunden, wobei der einzelne Grenzübertritt eine radikale Transformation bedeutet, da im psychischen Bereich jedes Verhältnis der Äquivalenz, ja schon der SINN quantitativer Zuordnung als solcher zu bestehen aufhört (S. 78). Der Prozess, der dabei in der Psyche abläuft, unterliegt allein den ihr eigenen Gesetzen der Intentionalität (S. 79). Als wahrscheinlichsten Ort für die „Wand“ (bzw. allgemeiner: Den Übertritt von einer Sphäre zur anderen) nimmt Jonas das Gehirn an.
Bereits Descartes, dessen Dualismuskonzept den eigentlichen Ausgangspunkt für das Leib-Seele-Problem und die nach ihm eintretende Spaltung des philosophischen Denkens in die Denkrichtungen des Idealismus, des Materialismus und eines strengen Dualismus bildet, hatte versucht, mit seiner These von der Zirbeldrüse als organischem Ort psychophysischer Interaktion, dem empirischen Eindruck einer gegenseitigen Beeinflussung der beiden Sphären Rechnung zu tragen – allerdings offensichtlich ohne nachhaltigen Erfolg, weshalb der cartesianische Dualismus als „ungelöst“ bezeichnet werden muss.
Auch Jonas' Modell erhebt ausdrücklich nicht den Anspruch der „Wahrhaftigkeit“. Entscheidend ist sein „denklogischer“ Erfolg einer spekulativ-modellhaften Versöhnung des Idealismus mit dem Materialismus. Die eigentliche, hinter diesem „Modellbau-Versuch“ stehende Argumentation lautet demnach etwa wie folgt: „Egal, wie, wann und wo der Austausch stattfindet: Nur weil wir nicht die Mittel haben, die Interaktion zwischen Geist und Materie zu verifizieren, heißt das nicht, dass es eine solche nicht gibt; vielmehr führt die rein materialistische Alternative zu unlogischen Ergebnissen.“
Ein Ansatz, der allerdings automatisch mit dem wissenschaftstheoretischen Modell Karl Poppers kollidiert, demzufolge Aussagen, die zwar potentiell verifiziert werden können, deren Falsifizierung jedoch ausgeschlossen ist, in wissenschaftlicher [sic!] Hinsicht weniger aussagekräftig sind als solche, die ausschließlich falsifizierbar sind.

### Quantenphysikalische Betrachtungen
In einem Nachtrag skizziert Jonas die Ergebnisse eines Dialogs, den er mit Professor Kurt Friedrichs vom Courant Institute of Mathematical Sciences der New York University zu quantenphysikalischen Fragen im Zusammenhang mit seinem Lösungsansatz geführt hat:
- Das „Unvereinbarkeitsargument“ gilt uneingeschränkt im Rahmen der klassischen, mechanistischen Physik. Die Kausalitätserfordernisse sind unumgehbar, egal wie klein der betreffende Effekt angenommen wird. Insofern ist das vorgeschlagene Modell, indem es von der klassischen Mechanik inspiriert ist, nicht haltbar. Die Lösung kann nur in der Quantenmechanik, und dort in einem Austausch, der artverschieden ist von dem zwischen rein physischen Entitäten, zu finden sein.

- Die quantenphysikalische Komplementarität eignet sich nicht zum der psycho-physischen Interaktion zugrundeliegenden Konzept, da die in ihr konstatierte Doppelcharakteristik (etwa die von Elektronen als Teilchen und Welle) streng distinkt ist, während Leib und Seele extrem aufeinander bezogen sind und interagieren.

- Nutzbar ist eher die Unschärferelation, allerdings nur unter folgenden Prämissen:

a) Der Geist müsste einen Weg gefunden haben, die quantenmechanische Zufälligkeit für seine freie, d. h. geordnete Tätigkeit nutzbar zu machen (skeptisch dazu Daniel Dennett in seinem Buch Elbow Room),
b) Das Gehirn müsste ein Organ sein, in dem Quanteneffekte auftreten, und
c) diese quantenmechanischen Phänomene müssten im Gehirn eine derartige Verstärkung erfahren, dass sie sich - ausnahmsweise - auf die makrophysikalische Ebene auswirken. Hierzu greift Jonas wieder auf das oben beschriebene Auslöserprinzip zurück, für das er mit Schrödingers Katze und dem Geigerzähler zwei weitere Beispiele anführt. Die Unbestimmtheit in der Quantenmechanik besagt: Die Katze lebt zu 2/3 und zu 1/3 ist sie tot (nach 1h). Also ist die einzelne Katze eben nicht garantiert tot (Wahrscheinlichkeit = 100 %) nach genau 40 Minuten; diese deterministische Aussage gibt die Quantenmechanik nicht her - im Gegensatz zur klassischen Physik. Also ist die Zukunft „offen“ in dem Sinn, dass sie nicht eindeutig bestimmt ist. Mehrere Möglichkeiten sind denkbar, d. h., Freiheit, die der Mensch als Subjektivität wahrnimmt (Absichten, Neigungen, Interessen (S. 79)), ist möglich (geworden durch die Quantenmechanik) - und zwar im makroskopischen Bereich, in dem der (menschliche) Geist wirkt.
Ein Nebeneffekt dieses quantenphysikalischen Lösungsansatzes ist es, dass die oben genannte vollständige Simulierung bzw. Duplizierung des menschlichen Daseins aufgrund der Unschärferelation womöglich ganz grundsätzlich und unabhängig vom Grad technischer Fähigkeiten ausgeschlossen ist.

## Kritische Würdigung
Obwohl Jonas stets deutlich macht, dass er mit diesem Buch keine Lösung des Leib-Seele-Problems beabsichtigt, sondern lediglich eine Widerlegung derjenigen materialistisch-naturwissenschaftlichen Theorien, die der Subjektivität jegliche Wirkungsmacht im materiellen Bereich absprechen, ist sein Ansatz dennoch ein beredtes Zeichen dafür, dass trotz des vorherrschenden materialistischen Monismus noch immer dualistische Theorien denkbar sind und auch vertreten werden (vgl. etwa auch Karl Popper und John Carew Eccles in ihrem gemeinsamen Buch Das Ich und sein Gehirn).
Das spekulative Ausweichen auf quantenphysikalische Effekte ist dabei fast so alt wie die Unschärferelation selbst (vgl. etwa den Dialog zwischen Wolfgang Pauli und Carl Gustav Jung bezüglich des Leib-Seele-Problems!). So finden sich quantenphysikalische Überlegungen im Zusammenhang mit der Frage nach dem Ursprung des Geistes u. a. auch bei Roger Penrose und John R. Searle (dessen Argumentation in Kapitel 8 von Mind: A Brief Introduction aus dem Jahre 2004 – trotz grundlegender Ablehnung des Dualismus – bei der Frage nach der Freiheit des Willens von physikalischer Determiniertheit deutliche Parallelen zu Jonas aufweist).
Allerdings führt die enge Zielsetzung des Buches auch dazu, dass eine Auseinandersetzung mit aktuellen Theorien zur Philosophie des Geistes nicht stattfindet. Im Wesentlichen wendet es sich gegen den Epiphänomenalismus und gegen einen naturwissenschaftlich-deterministischen Materialismus. Der eliminative Materialismus einer Patricia und eines Paul Churchland bleibt allerdings trotz seiner Subjektleugnung unberücksichtigt, was aber wohl auf Jonas' Tod im Jahre 1993 zurückzuführen ist.

## Die aktuelle Diskussion
Die aktuelle Diskussion zur Willensfreiheit – angestoßen u. a. durch Aussagen von Gerhard Roth, Wolf Singer und Wolfgang Prinz – gründet sich im Wesentlichen auf Erkenntnisse der neurophysiologischen Forschung, denen zufolge physische Reize (insbesondere im Bereich der Großhirnrinde) nicht nur reflexhafte physische Bewegungen auslösen können, sondern den Probanden darüber hinaus auch das Gefühl geben, diese Bewegung aus eigenem Antrieb und Willen vorzunehmen bzw. vorgenommen zu haben (vgl. dazu insbesondere die neurophysiologischen Experimente von Alvaro Pascual-Leone).
Damit beschreibt diese Forschung allerdings im Grunde lediglich eine extreme Form eines bekannten Phänomens, nämlich dass die materielle Welt Einfluss auf die Psyche nehmen kann – über die Möglichkeit einer Einflussnahme in umgekehrter Richtung sagt dies nichts aus, d. h. solange sich nicht jedes willentliche Heben z. B. des rechten Armes auf eine künstliche, nicht dem Subjektiven zuzurechnende Stimulation des entsprechenden Hirnareals – sei es durch einen Experimentator, oder irgendeinen anderen physisch-kausalen Vorgang – zurückführen lässt, bleibt im Sinne Jonas' genügend Raum für das Wirken des Geistes.
In einer anderen von Benjamin Libet durchgeführten Untersuchung wird nachgewiesen, dass bei willkürlichen Handlungen dem Moment der bewussten Entscheidungsfindung über die Ausführung der Handlung ein entsprechendes Bereitschaftspotential im Gehirn zeitlich vorausgeht. Allerdings ist umstritten, inwiefern der Versuchsaufbau Libets überhaupt Schlussfolgerungen auf die Freiheit oder Determiniertheit von Willensentscheidungen zulässt.
Einen interessanten Vergleich zu Jonas' Ansatz bietet Ernst Tugendhats Reaktion auf die o. g. neurophysiologische Forschung und die aus ihr hergeleitete ausschließliche Erklärungskompetenz der Naturwissenschaft hinsichtlich der Möglichkeit freien Willens beim Menschen, in der Tugendhat einen kompatibilistischen Ansatz vertritt, der jedoch weniger an einer schlüssigen Erklärung für das kompatibilistische Zusammenwirken von Determiniertheit und freiem Willen bei Betätigung der Willens-(im Gegensatz zur Handlungs-)freiheit festgemacht ist als vielmehr an der Schwäche des Inkompatibilismus, der dieses Zusammenwirken nicht letztgültig ausschließen könne.